# Гайсдорф (Німеччина)
Гайсдорф (нім. Heisdorf) — громада в Німеччині, розташована в землі Рейнланд-Пфальц. Входить до складу району Бітбург-Прюм. Складова частина об'єднання громад Прюм.
Площа — 3,91 км2. Населення становить 122 ос. (станом на 31 грудня 2020).